# Дупнишки говор
Дупнишкият говор е български диалект, представител на централната група югозападни говори.
Говори се в района на Дупница – в котловините по течението на река Джерман, между Конявска планина, Рила и Верила. Сходен е с кюстендилския говор.

## Характерни особености
- Ят се произнася винаги е: бел (бял)
  - Гласната а понякога се променя в е: чекам (чакам)
- Групи шт и жд на прасляванските *tj и *dj.
- Застъпници на стб. ѫ са:
  - предимно гласната a – пат (път), рàка (ръка).
  - понякога гласната у – мỳка (мъка), сут (съд).
- Застъпник на стб. ъ е предимно o и в редки случаи а: бòчва (бъчва), зòлва (зълва), вàшка (въшка), лàжа (лъжа), маж (мъж), заб (зъб), каща (къща);[1] Членуването завършва на о: големио (големия).
- Групата ъл/лъ в дупнишкия говор търпи следните промени:
  - сонантен изговор: жл̥т (жълт), дл̥̀га (дълга)
  - изпускане на л, когато групата е ударена и е между две съгласни: дъ̀го (дълго), гъ̀там (гълтам)
  - изговор на ạ (полуредуцирано а), когато групата е неударена и е между две съгласни: дạбòк (дълбок), жạтѝца (жълтица),
  - изговор на у, когато групата е след устнена съгласна: вук (вълк), пун (пълен)
- Сонантно р: бр̥̀кам (бъркам), др̥т (дърт), цр вен (червен), цр н (черен)
- Палаталност на л и н само в края на думата, както и пред гласни е и и: сол’, кон’, н’ѝва, зèл’е.
- Окончание за 1 л. ед. ч. сег. време -ем или им: Я четем (Аз чета).
- Окончание за 1 л. мн. ч. сег. време -ме(мекане): Ние четеме (Ние четем).
- Окончание за 3 л. мн. ч. сег. време -ат: Он, она, оно чете (Той, тя, то чете) и Они четат (Те четат).
- Частица за бъдеще време че, а в по-източните краища и к’е (сравни с книжовното ще).
- Образуване на деепричастия с -ейки и -айки: орèйки, кàрайки.
- Наличие на гломеративно падежно окончание -те при личните имена от м. р., завършващи на -о и -е: Минчò—Минчòте, дойдṑме с Минчòте (дойдохме с Минчо).
- Наличие на дателно падежно окончание -ти при личните имена от м. р., завършващи на -о и -е: Минчò—Минчòти, дàдōме Минчòти колàта (дадохме колата на Минчо).
- Понякога съществителните в мн. число завършват на е: пръсетене (пръстени).
- Частицата за пояснение на местоположението е винаги у освен при нормата в случаи като у нас: у Дупница (в Дупница), у ВУЗ (във ВУЗ) у университет (в университет).
- Индивидуални различия при думите: модро (синьо), немой (недей), нога (крак), разбой (стан), кошуля (риза), жежок (горещ).
- Акцентни изоглоси: мèсо (месò), бèри (берѝ).